# The Eternal Temptress
The Eternal Temptress er en amerikansk stumfilm fra 1917 af Émile Chautard.

## Medvirkende
- Lina Cavalieri som Cordelia.
- Elliott Dexter som Harry Althrop.
- Mildred Conselman som Angela.
- Alan Hale som Rudolph Frizel.
- Edward Fielding som Estezary.